# Utilitaria
Utilitaria is een geslacht van wantsen uit de familie van de Reduviidae (Roofwantsen). Het geslacht werd voor het eerst wetenschappelijk beschreven door William Lucas Distant in 1920.

## Soorten
Het genus is monotypisch en bevat alleen de volgende soort:

- Utilitaria typica Distant, 1920